# جفری هورن
جفری هورن (انگلیسی: Geoffrey Horne؛ زادهٔ ۲۲ اوت ۱۹۳۳) هنرپیشه اهل بریتانیا است. وی از سال ۱۹۵۵ میلادی تاکنون مشغول فعالیت بوده‌است.
از فیلم‌های معروف او می‌توان به بازی در داستان یوسف و برادرانش و دو آدم اشاره کرد.